# Massa FM
Massa FM é uma rede de rádios brasileira sediada em Curitiba, Paraná, onde transmite na frequência 97,7 MHz. No entanto, a programação nacional da rede é gerada a partir da emissora da capital paulista em 92,9 MHz. A rede possui também mais duas estações próprias e 77 afiliadas em dez estados brasileiros. Desde meados da década de 2010, a Massa FM tem se expandido e atualmente possui presença em todas as cinco regiões brasileiras. A rede de rádio pertence ao Grupo Massa, conglomerado de mídia pertencente ao empresário e apresentador de televisão Carlos Roberto Massa, o Ratinho.

## História e cronologia

### Primeira formação de rede (2006-2015)
Em janeiro de 2006, estreou a primeira emissora, em Curitiba, substituindo a afiliada da Band FM em 97,9 MHz (que, durante a transição, mudou a frequência também, migrando para os 97,7 MHz). A concessão já pertencia ao Grupo Massa desde quando se chamava Estação FM e posteriormente, Band FM em 2003 (momento na qual o Grupo Bandeirantes queria fortalecer sua marca no Paraná). Em meados do mesmo ano, a rádio de Maringá entrou no ar, substituindo a rádio jovem Mais FM. Em 16 de outubro de 2008, quem entrou no ar foi a emissora de Londrina. No dia 11 de agosto de 2009, inaugurou a Massa FM Litoral, substituindo a Super Nova / Tropical FM de Antonina, agora com sede em Paranaguá. As emissoras de Telêmaco Borba e Siqueira Campos vieram posteriormente.
O Grupo Massa (responsável pela emissora) chegou a anunciar que a Massa FM deixaria de ser uma rede de rádios FM estadual, passando a ser nacional, contando com afiliadas não só no estado do Paraná mas também nos estados de São Paulo e Santa Catarina, agindo no caminho inverso das grandes redes de rádio com sede no eixo Rio-São Paulo. Campinas é a sede da primeira afiliada paulista da Rede Massa FM na frequência 99,7 FM, que foi inaugurada em 8 de abril de 2013 em substituição a Band FM. A sede e a torre da Massa FM ficam em Amparo que fazia aniversário no mesmo dia e um grande show marcou a inauguração da afiliada que contou com a presença de várias duplas entre elas Rionegro & Solimões, além do apresentador do SBT e dono do Grupo Massa, o Ratinho. Em Foz do Iguaçu a rádio substituiu a Rede FM Foz 88,1 MHz. A Massa FM Sudoeste em 98,5 MHz, passou a transmitir a programação da Massa FM em 7 de abril de 2014.
No dia 28 de fevereiro de 2015, a 99,7 FM de Campinas deixa de transmitir a programação da Massa FM, sendo substituída pela Rede do Coração, com isso, a Massa FM volta a ser uma rede de rádios estadual, com sua programação restrita ao estado do Paraná.

### Retomada (2016-2019)
Após um período de estagnação, a Rede Massa FM volta a se expandir a partir de 2016, formando uma vasta rede entre regiões vizinhas sobretudo entre o Paraná e Santa Catarina, normalmente apresentando-se à rede sempre ao meio-dia (horário que a programação é gerada da sede). A Rede Massa aproveitou o fato de muitas estações de rádio estarem migrando do AM para o FM, bem como relações políticas, a fama da marca e sua boa fase na capital paranaense.
A primeira afiliada em Santa Catarina foi instalada na cidade de Lages em substituição à Rádio CBN em 2016.
Em 22 de junho de 2017 estreia a Massa FM em Ouro Fino em 91,3 MHz, a emissora foi confirmada que iria ser inaugurada em uma cidade mineira em 6 de junho de 2017 em uma matéria do portal Tudo Rádio.
De volta no estado catarinense, a estreia da Massa FM em Blumenau ocorreu em agosto de 2017 na frequência 103,5 MHz, e põe em prática a parceria fechada entre a rede paranaense e a Rede Guararema. Além de Blumenau, o processo envolveu todas as emissoras da Guararema FM (107,7 FM de Brusque e a 97,7 FM de Florianópolis, emissora que resultou da migração da atual 1230 AM). A Massa FM Vale do Itajaí, como ficou denominada a Guararema FM em 107,7 MHz, foi inaugurada em 14 de setembro de 2017 e a Massa FM Floripa 97,7 MHz, como ficou conhecida a Guararema AM da capital catarinense em 1230 kHz, foi inaugurada em 20 de dezembro de 2017.
A emissora retornou também ao estado de São Paulo substituindo a Rádio 89 FM em Lucélia, no oeste paulista.

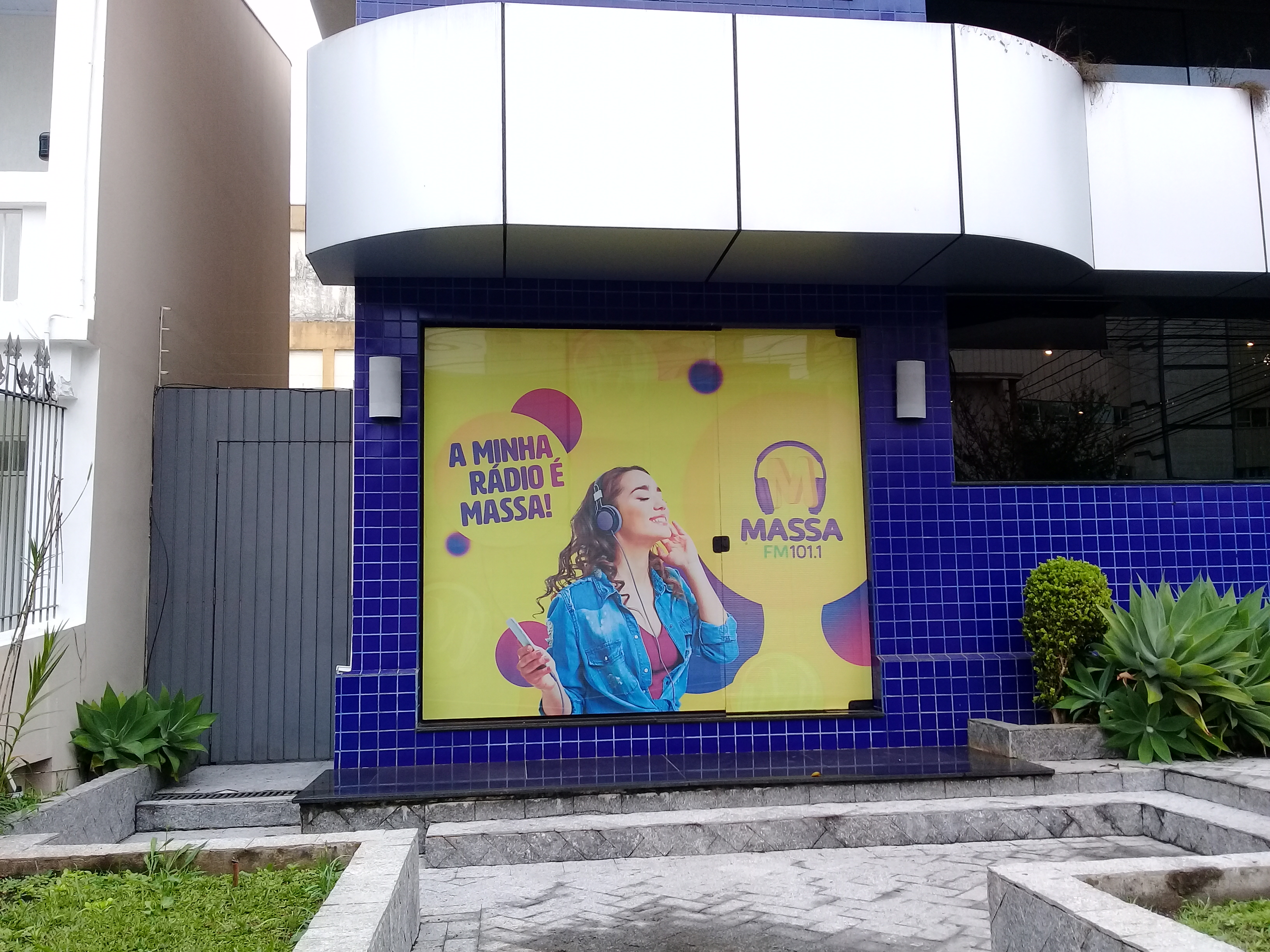
Visão frontal dos estúdios da Massa FM Ponta Grossa

Em Ponta Grossa, a Massa FM ocupa a frequência da migrante AM-FM conhecida como Rádio Central em 1460 kHz OM, pela qual foi a segunda rádio mais antiga da cidade. A partir do meio-dia do dia 10 de outubro de 2017, a Massa FM 101,1 de Ponta Grossa é engatada à rede completando, assim, a cobertura da rede paranaense na região conhecida como Campos Gerais. Com a estreia, a rede passa a contar com a oitava FM a adotar o projeto no Paraná.
Em 19 de outubro de 2017, a emissora expande o seu sinal em Santa Catarina e passa a abranger o planalto norte com a inauguração em Canoinhas, substituindo a Band FM 105,1 MHz, numa parceria com o Grupo Barriga Verde.
Em Guarapuava, foi a estreia da primeira afiliada em 2018, ocupando a frequência da migrante AM-FM Rádio Cacique em 760 kHz, estreando em 15 de janeiro como a nona FM a adotar o projeto da rede no Paraná.
Em 19 de março de 2018 estreou sua segunda filial em São Paulo, desta vez no Vale do Ribeira pela frequência 103,5 MHz antes operando a Verde Vale de Miracatu.
Com a migração do AM para o FM da Rádio Jornal de Assis Chateaubriand que operava em 1470 kHz a emissora amplia seu sinal rumo ao oeste do estado. Em 10 de maio de 2018 a emissora estreou oficialmente. Apesar da cidade ser de pequeno porte, a topografia da região bem como a classe A4 da emissora permite um alcance razoável a bom em sua área de cobertura, atingindo diversas cidades nos arredores. Houve um coquetel de inauguração com o político Ratinho Júnior. filho do proprietário da Rede Massa, Ratinho. Ao mesmo tempo que a emissora deixa o dial de Foz do Iguaçu. No segundo semestre o Paraná contou com mais uma nova emissora filial nos mesmos moldes (também passando por processo migratório de faixa). A Rádio União de Céu Azul que operava em 1510 kHz AM migrou para 97,9 MHz FM, em expectativa desde 11 de outubro de 2018, estreou oficialmente no dia 18 do mesmo mês e ano, a mesma consegue atingir parcialmente cidades do oeste como Cascavel.
Ainda no final de 2018 a Massa FM volta a expandir seu sinal em Santa Catarina, completamente a cobertura norte-sul do estado pela costa densamente povoada. É instalada uma afiliada em Tubarão em 98,9 MHz (substituindo a também rádio sertaneja, Nativa FM), cobrindo inclusive Criciúma. Em 4 de dezembro de 2018 mais uma afiliada da Nativa FM é confirmada para deixar a rede e passar a transmitir a concorrente em estilo. Desta vez em Jaú, estreia que deve ocorrer em 21 de janeiro de 2019 em 96.5 MHz, sendo a terceira afiliada em São Paulo.
Em 7 de dezembro de 2018 a Massa FM fechou parceria com o Grupo Meridional para estrear sete afiliadas apenas no estado de Rondônia ainda nos três primeiros meses de 2019, sendo oito novas integrantes em território nacional. Primeiramente em Vilhena (91,3 MHz), Colorado do Oeste (94,1 MHz), Rolim de Moura (100,9 MHz) e Jaru (91,1 MHz). Posteriormente no mês de fevereiro em Cacoal (90,3 MHz), Pimenta Bueno (93,5 MHz) e Ji-Paraná (89,9 MHz).
Em 2019, a Massa FM anuncia sua chegada no Rio Grande do Sul, na região da Serra Gaúcha, substituindo a emissora adulta Coroados FM, de Nova Prata. A estreia está prevista para abril. Em 15 de março, a rede ganha uma afiliada em São Sebastião, no litoral norte de São Paulo, nos 102,7. No dia 25 do mesmo mês, a Massa FM também estreia uma nova afiliada mineira, em São Sebastião do Paraíso.
No dia 13 de maio de 2019, a Massa FM também chegará ao Oeste Catarinense com a inauguração de sua afiliada na cidade de Chapecó e com essa estreia a rede terá sua primeira afiliada da rede a transmitir futebol, sendo as transmissões do time da Chapecoense no qual é tradição do Grupo Chapecó de Comunicação desde quando exibiam na antiga emissora e na Rádio Chapecó AM 1330.

### Estreia em São Paulo e continuidade da expansão (2019-presente)
Em 24 de junho de 2019, foi anunciada a segunda emissora própria da rede, que será instalada em São Paulo, marcando a chegada ao maior mercado brasileiro, onde já se encontrava sediado o departamento comercial da emissora. Isso ocorre após a compra da frequência 92,9, que pertencia ao Grupo Estadão e que até então retransmitia a Feliz FM. No mês de julho a Massa FM estreia no estado de Mato Grosso do Sul, com uma emissora em Nova Andradina, nos 99,5, e pertencente ao Grupo Medeiros de Comunicação.
Em agosto, são inauguradas as afiliadas de Ivaiporã (100,7, substituindo a Ivaiporã FM) e Cascavel (98,9, no lugar da Nacional News, fruto da migração da AM 1340), ambas cidades paranaenses, bem como a emissora sediada em José Bonifácio e voltada à São José do Rio Preto, noroeste paulista, nos 107,3, ocupando o lugar da Vale FM. . 